# Hülftenschanz
Die Hülftenschanz ist ein Flurname in Frenkendorf, Kanton Basel-Landschaft.

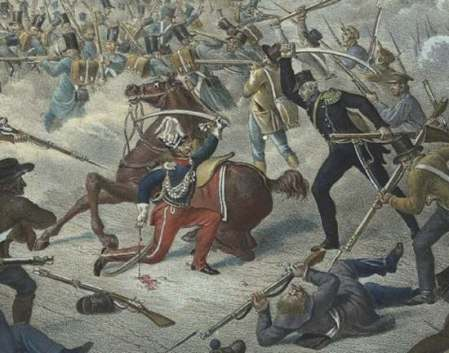
Zeitgenössische Darstellung der Schlacht von Martin Disteli

## Die Schlacht von 1833
Der Ort wurde bekannt, weil sich in der Nähe, bei der Frenkendörfler Griengrube⊙ 
, am 3. August 1833 in Zusammenhang mit der Basler Kantonstrennung die entscheidende Schlacht zwischen Truppen der Stadt und der Landschaft ereignete. Dabei wurden die Truppen der Stadt vernichtend geschlagen.
Die für den Ort namensgebende Feldschanze in der Hülften⊙ wurde von den Stadtbasler Truppen zuvor widerstandslos eingenommen. Die Baselbieter Truppen hatten sich aus dieser zurückgezogen, da sie den Basler Angriff auf Liestal via Pratteln‐Erli‐Frenkendorf erwarteten.
Während des Zweiten Weltkriegs wurde an dieser strategischen Lage die Sperrstelle Hülftenschanze errichtet.

## Das Denkmal

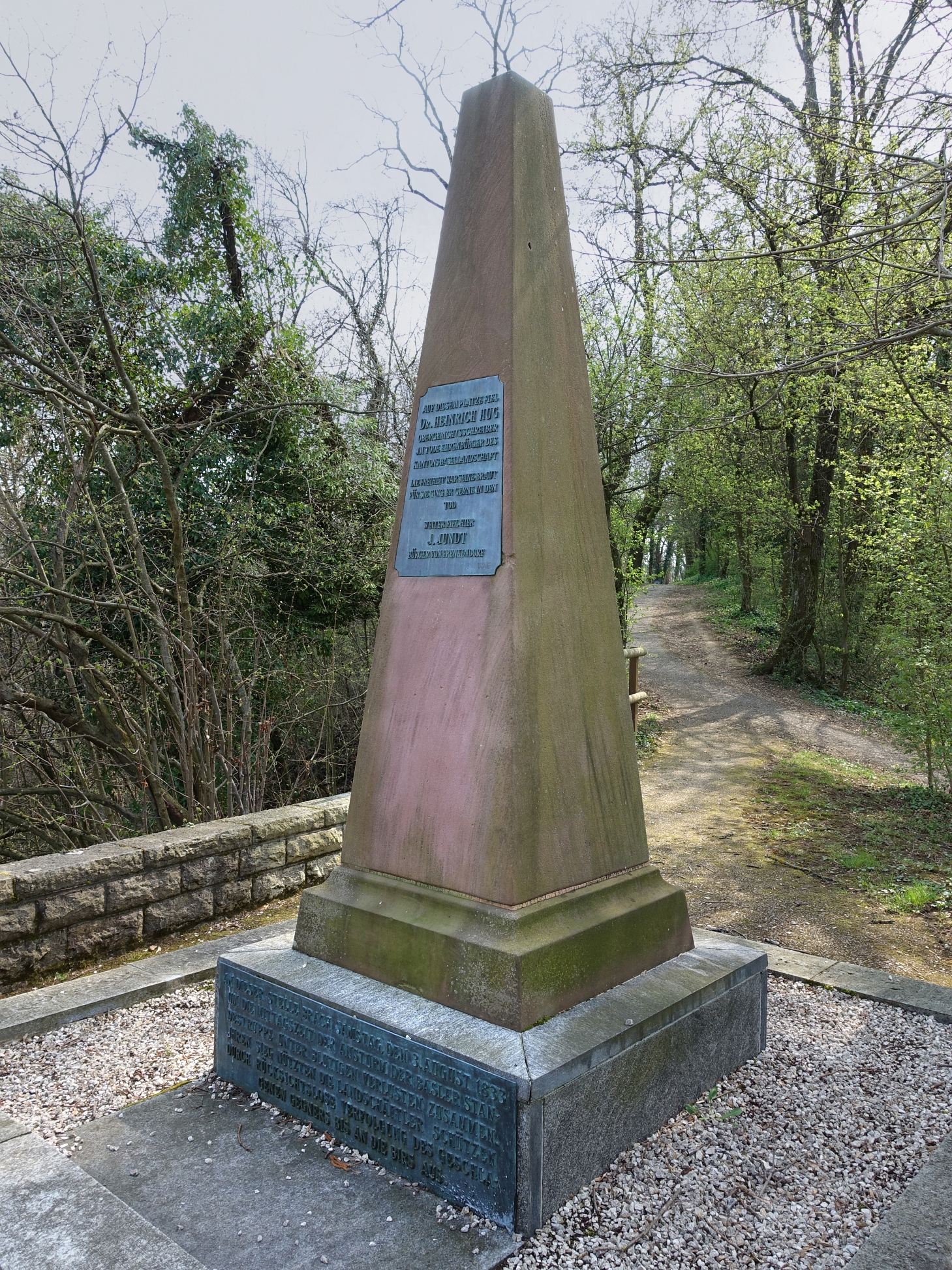
Hülften-Denkmal

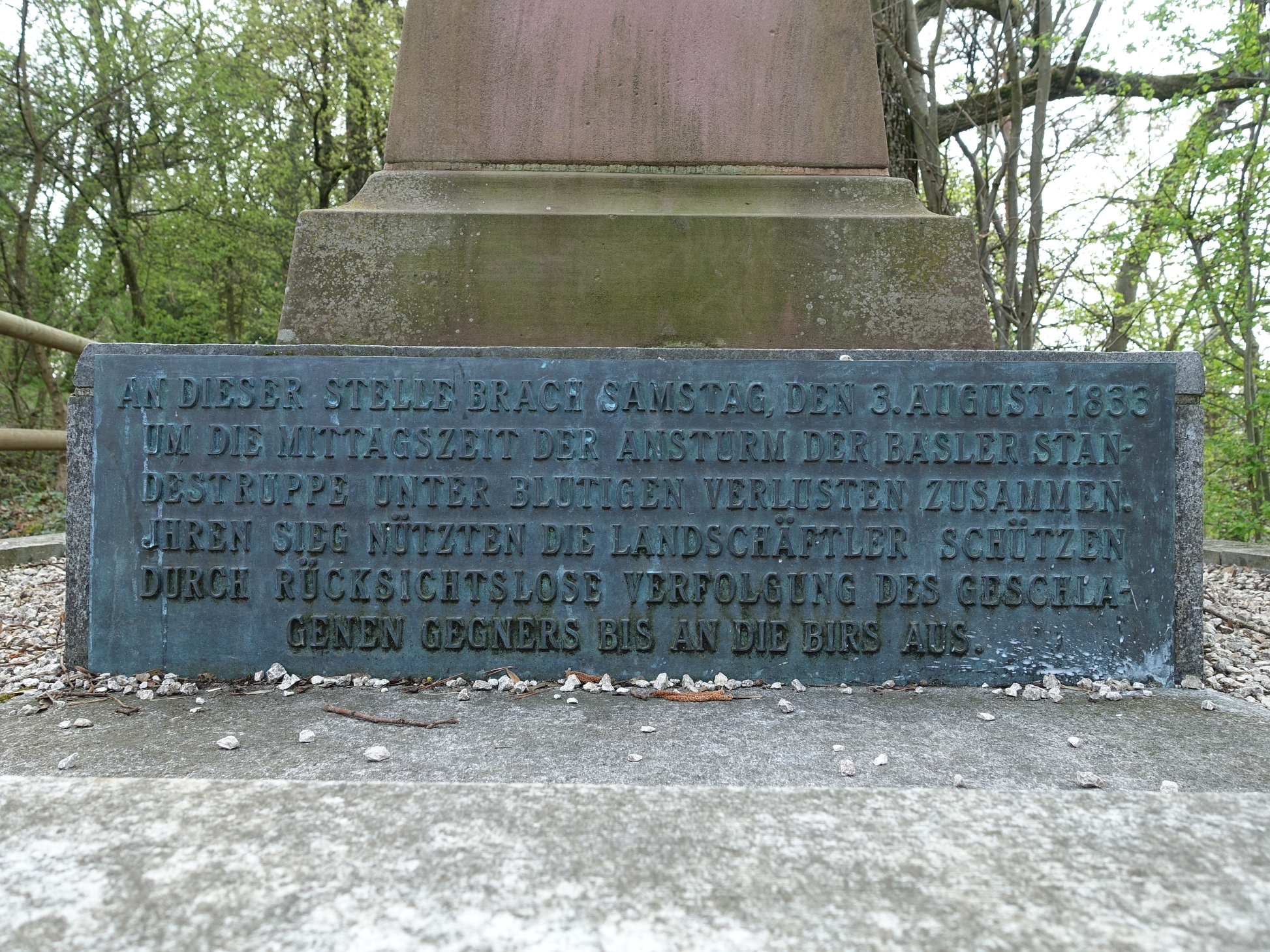
Inschrift am Sockel des Hülften-Denkmals

Das 1836 errichtete Hülften-Denkmal, ein Obelisk aus rotem Sandstein, befindet sich bei der Griengrube, nördlich des Friedhofs Egg. Es erinnert an den Kampf der Landschäftler um ihre Unabhängigkeit.
Eine Inschrift am Denkmal erinnert auch an den in der Schlacht gefallenen, knapp 30-jährigen Obergerichtsschreiber Heinrich Hug aus Thalwil. Der Antrag, ihn zum ersten Ehrenbürger des jungen Kantons Basel-Landschaft zu ernennen, wurde postum vom Landrat genehmigt.